# Guillaume Gouix
Guillaume Gouix, né le 30 novembre 1983 à Aix-en-Provence, est un acteur français.

## Biographie
Guillaume Gouix grandit et passe son enfance à Cabriès dans les Bouches-du-Rhône. C'est là qu'il commence sa formation d'acteur dans la classe de théâtre de Myrtille Buttner.
On remarque Guillaume Gouix à seize ans dans Dérives, un téléfilm d'Arte. Il s'ensuit une formation au conservatoire de Marseille et de l'école régionale d’acteurs de Cannes, jusqu'en 2004. Dès sa sortie, il joue dans Des épaules solides d'Ursula Meier. Il obtient le premier rôle masculin dans Les Lionceaux et enchaîne par la suite quelques rôles secondaires dans Les Mauvais Joueurs, ainsi que dans Chacun sa nuit.
Pendant qu’il fait ses armes au théâtre, il incarne en 2007 un jeune caporal chef durant la guerre d’Algérie, dans le film L'Ennemi intime de Florent Emilio-Siri.
L’année suivante, le comédien livre une performance dans le film Les Hauts Murs qui se déroule dans un pensionnat pour enfants turbulents dans les années 1930. À la télévision, il apparaît dans la saison 2 de Chez Maupassant (France 2) ou encore Mon père, Francis le Belge, fiction événement de Canal +.
On le retrouve en 2010 sur le grand écran dans L'Immortel, réalisé par Richard Berry, et dans Réfractaire, où il incarne un résistant communiste sous l'Occupation.
2011 est une année charnière pour Guillaume Gouix : il apparaît dans pas moins de quatre films : il joue un gendarme paumé dans Poupoupidou de Gérald Hustache-Mathieu. Il incarne le petit ami de Mélanie Laurent dans Et soudain, tout le monde me manque et surtout Jimmy Rivière dans le premier film éponyme de Teddy Lussi-Modeste, pour lequel il est nommé au César du meilleur espoir masculin. Pour finir cette belle année, il fait partie du casting cinq étoiles du film de Woody Allen, Minuit à Paris et son premier court métrage en tant que réalisateur est sélectionné à la semaine de la critique à Cannes.
En 2014, son deuxième court métrage Mademoiselle est sélectionné en compétition à la Mostra de Venise. Il joue le mari de Géraldine Nakache dans Sous les jupes des filles, une comédie d'Audrey Dana. Il tient également le rôle principal du téléfilm Pilules bleues de Jean-Philippe Amar, diffusée sur Arte, qui adapte la bande dessinée du même nom.
En décembre 2014, il est à l'affiche de La French, de Cédric Jimenez, avec Jean Dujardin, Gilles Lellouche et Céline Sallette.
En 2015, il tourne quatre longs-métrages : Enragés d'Éric Hannezo, Les Rois du monde de Laurent Laffargue, La Vie en grand de Mathieu Vadepied, Les Anarchistes d’Élie Wajeman. Il est aussi présent dans la saison 2 des Revenants sur Canal +.
En 2016, il est membre du jury du 23e Festival international du film fantastique de Gérardmer, présidé par Claude Lelouch. Il est à l’affiche des Braqueurs de Julien Leclercq.
En 2017, il tient l'un des rôles principaux dans Chez nous de Lucas Belvaux, où il campe un personnage proche des mouvements identitaires.
En 2019, il joue le rôle de Noah Dumont dans la série La Guerre des Mondes et il réalise un court métrage, Mon royaume, dans le cadre des Talents Cannes Adami.

### Vie privée
Il est le compagnon de l'actrice française Alysson Paradis, la sœur de l'actrice et chanteuse Vanessa Paradis. Leur fils Marcus naît le 1er septembre 2015, un deuxième enfant naît en août 2022.

## Filmographie

### Cinéma

#### Longs métrages
- 2000 : Deuxième Quinzaine de juillet de Christophe Reichert : Kevin
- 2003 : Les Lionceaux de Claire Doyon : Gustave
- 2005 : Les Mauvais Joueurs de Frédéric Balekdjian : Le gamin à la barbiche
- 2006 : Chacun sa nuit de Pascal Arnold et Jean-Marc Barr : Romain le skinhead
- 2007 : La Disparue de Deauville de Sophie Marceau : Le jeune caissier
- 2007 : Darling de Christine Carrière : Joseph adulte
- 2007 : L'Ennemi intime de Florent-Emilio Siri : Delmas
- 2008 : Les Hauts Murs de Christian Faure : Blondeau
- 2009 : Réfractaire de Nicolas Steil : René
- 2009 : Le Bel Âge de Laurent Perreau : Simon
- 2010 : L'Immortel de Richard Berry : Le morvelous
- 2010 : Belle Épine de Rebecca Zlotowski : Reynald
- 2010 : Copacabana de Marc Fitoussi : Kurt
- 2011 : Poupoupidou de Gérald Hustache-Mathieu : Brigadier Bruno Leloup
- 2011 : Jimmy Rivière de Teddy Lussi-Modeste : Jimmy Rivière
- 2011 : Et soudain, tout le monde me manque de Jennifer Devoldère : Sami
- 2011 : Minuit à Paris (Midnight in Paris) de Woody Allen : Fêtard des années 1920
- 2012 : Hors les murs de David Lambert : Ilir
- 2012 : Mobile Home de François Pirot : Julien
- 2012 : Alyah de Élie Wajeman : Mathias
- 2013 : Attila Marcel de Sylvain Chomet : Paul / Attila Marcel
- 2014 : Sous les jupes des filles d'Audrey Dana : Pierre, le mari d'Ysis
- 2014 : La French de Cédric Jimenez : José Alvarez
- 2015 : Les Rois du monde de Laurent Laffargue : Jean-François
- 2015 : Le Talent de mes amis d'Alex Lutz : L'ambulancier
- 2015 : La Vie en grand de Mathieu Vadepied :  Stanislas Mauger, le prof de sport
- 2015 : Enragés d'Éric Hannezo : Sabri
- 2015 : Les Anarchistes d'Elie Wajeman : Eugène Levèque
- 2016 : Braqueurs de Julien Leclercq : Eric
- 2017 : Chez nous de Lucas Belvaux : Stéphane
- 2018 : Gaspard va au mariage d'Antony Cordier : Virgile
- 2018 : Les Confins du monde de Guillaume Nicloux : Cavagna
- 2019 : Les Drapeaux de papier de Nathan Ambrosioni : Vincent
- 2019 : Celle que vous croyez de Safy Nebbou : Ludovic Dalaux
- 2020 : Une belle équipe de Mohamed Hamidi : Franck
- 2020 : Les choses qu'on dit, les choses qu'on fait d'Emmanuel Mouret : Gaspard
- 2023 : Rosalie de Stéphanie Di Giusto : Pierre
- 2023 : Toni, en famille de Nathan Ambrosioni : le médecin
- 2025 : Cassandre de Hélène Merlin : Fred
- 2025 : Les enfants vont bien de Nathan Ambrosioni

#### Courts métrages
- 2008 : Des hommes de Romain Cogitore : Le boucher
- 2010 : Dimanche matin de Grégoire Leprince-Ringuet : Olivier
- 2010 : Les Briques de sang de Jean-Baptiste Pouilloux
- 2010 : La Rodba de Hafsia Herzi : Matteo
- 2021 : Mauvaise troupe de Nolwenn Lemesle : Tony
- 2024 : Salamandre d'Arnold de Parscau : Joseph

### Télévision

#### Séries télévisées
- 1998 : Marseille de Didier Albert (mini-série) (épisode 1 Deux gosses et une piano) : Juan à 12 ans
- 2000 : L'Avocate (épisode Les Fruits de la haine) : Jean-Jean
- 2006-2010 : Les Bleus, premiers pas dans la police (8 épisodes) : Marco
- 2008 : Le Silence de l'épervier (mini-série) : Daniel le dealer
- 2008 : Chez Maupassant (saison 2, épisode 3 Aux champs d'Olivier Schtazky) : Charlot Tuvache
- 2008 : Sur le fil (saison 2, épisode 5 Père et fils de Frédéric Berthe) : Milo Slovic
- 2011 : Les Beaux Mecs (mini-série) (3 épisodes) : Guido jeune
- 2013 : Le Débarquement (saison 1, épisode 2)
- 2012-2015 : Les Revenants : Serge
- 2019 : La Guerre des Mondes (War of the Worlds) (3 épisodes) : Noah Dumont
- 2021 : Disparu à jamais (mini-série) : Jérémie Da Costa
- 2021 : Une affaire française (6 épisodes) : Jean-Marie Villemin
- 2023 : Polar Park : Adjudant Louvetot
- 2024 : Fortune de France : Jean de Sauveterre
- 2025 : Soleil noir (mini-série) : Mathieu Lasserre
- 2026 : GIGN

#### Téléfilms
- 2001 : Dérives de Christophe Lamotte : Tony
- 2003 : Des épaules solides d'Ursula Meier : Rudi
- 2007 : Ravages de Christophe Lamotte : Vincent
- 2010 : Mon père, Francis le Belge de Frédéric Balekdjian : Denis
- 2011 : Faux Coupable de Didier Le Pêcheur : Jordan d'Artois
- 2014 : Pilules bleues de Jean-Philippe Amar : Jean-Baptiste
- 2021 : L'Invitation de Fred Grivois : Nicolas Gravel
- 2021 : Les Particules élémentaires d'Antoine Garceau : Bruno Clément

### Réalisateur
- 2011 : Alexis Ivanovitch, vous êtes mon héros (court métrage)
- 2014 : Mademoiselle (court métrage)
- 2019 : Mon royaume (court métrage)
- 2022 : Amore mio

## Distinctions

### Récompense
- Festival de la fiction TV de La Rochelle 2024 : Meilleur acteur avec Nicolas Duvauchelle pour Fortune de France[3]

### Nomination
- César 2012 : César du meilleur espoir masculin pour Jimmy Rivière